# Сивертсен Несс, Марианна
Марианна Сивертсен Несс (норв. Marianne Sivertsen Næss; род. 28 марта 1974, Хаммерфест, Финнмарк) — норвежский политический и государственный деятель. Член Рабочей партии. Министр рыболовства и морской политики с 19 апреля 2024 года. В прошлом — мэр Хаммерфеста (2019—2021). Депутат стортинга с 2021 года.

## Биография
Родилась 28 марта 1974 года в Хаммерфесте.
Получила педагогическое образование в Университете Осло и Университете Тромсё.
Работала учительницей в Хаммерфесте в 1999—2005 годах, руководителем секции в государственной больнице Финнмарка в 2006—2010 годах и директором средней школы Хаммерфеста в 2011—2016 годах. 

## Политическая карьера
С 2007 года была членом совета коммуны Хаммерфест. С 2011 года — заместитель мэра, с 2019 года — мэр.
По результатам парламентских выборов 2021 года избрана депутатом стортинга от Рабочей партии в избирательном округе Финнмарк. Была членом Комитета по энергетике и окружающей среде с 2021 года, с 2022 года — председатель.
При перестановках 19 апреля 2024 года в правительстве под руководством Йонаса Гара Стёре назначена министром рыболовства и морской политики.